# Ellsworth Subglacial Lake
Ellsworth Subglacial Lake är en sjö i Antarktis. Den ligger i Västantarktis. Inget land gör anspråk på området. Ellsworth Subglacial Lake ligger 1 986 meter över havet.